# Küzdelem (napilap)
Küzdelem – az Erdélyi Szocialista Párt központi hivatalos közlönyeként indult Kolozsvárt 1920. december 15-én mint napilap, XI-es évfolyamjelzéssel folytatva az Erdélyi Munkás c. lapot. Felelős szerkesztője 1921. január 27-ig Klein Jakab, majd a lap megszűnéséig, 1921. július 10-ig Csiszér József.

## Története
Az első vasárnapi számban az emigráns Farkas Antal, Hajnal László, Kádár Imre mellett Bartalis János, Becski Andor, Szentimrei Jenő jelentkezik irodalmi írásaival, hamarosan azonban a politikai publicisztika kerül előtérbe: a munkatársak közt Erdélyi Kálmán, Rozvány Jenő, Ion Flueraș, Iosif Jumanca, külföldről Böhm Vilmos, Garbai Sándor szerepel. A Küzdelem a reformok oldalán maradt.
A Román Kommunista Párt (RKP) megalakulása után a Romániai Szocialista Párt szervezeti egységének megőrzését tekintette feladatának, és az úgynevezett "kétésfeles internacionálé" szellemében a bécsi Nemzetközi Munkaközösséghez csatlakozott.
A lap 1921. május 22-től kezdve anyagi okok miatt hetilappá alakult át, s július 10-én bejelentette, hogy idősb Jordáky Lajos szerkesztésében Népakarat c. alatt folytatódik.

## További irodalom
- Vajda Lajos: Küzdelem. Közli Presa Muncitorească și Socialistă din România III. 2. rész. 1975.